# Франьо Іванович
Фра́ньо Іва́нович (хорв. Franjo Ivanović; нар. 1 жовтня 2003, Швац) — хорватський футболіст, нападник португальського клубу «Бенфіка» і збірної Хорватії.

## Клубна кар'єра

### «Аугсбург»
Вихованець клубів «Майргофрен» і німецького «Аугсбурга». 2021 року дебютував за дублючий склад «Аугсбурга» в матчі регіональної ліги «Баварія». Упродовж двох сезонів забив 18 голів у 42 матчах за дубль.

### «Рієка»
20 липня 2023 року перебрався в Хорватію, підписавши трирічний контракт з «Рієкою». 22 липня дебютував за команду в матчі чемпіонату Хорватії проти «Рудеша», замінивши Хорхе Обрегона. 3 серпня в поєдинку кваліфікації Ліги конференцій УЄФА проти косоварського «Дукаджині» забив свої дебютні голи за «Рієку», оформивши свій перший в кар'єрі хет-трик. 6 серпня в матчі проти клубу «Істра 1961» забив свій перший гол у чемпіонаті Хорватії. В сезоні 2023–24 забив 12 м'ячів у 41 поєдинку за «Рієку», дійшовши з командою до фіналу Кубка Хорватії.

### «Юніон»
31 серпня 2024 року перейшов у бельгійський клуб «Юніон», підписавши чотирирічний контракт. Сума трансферу становила 4 млн євро. 1 вересня 2024 року дебютував за «Юніон» в матчі Про-ліги проти «Андерлехта», вийшовши на заміну Кевіну Родрігесу. 29 вересня в поєдинку Про-ліги проти «Кортрейка» забив свій перший гол за «Юніон», відзначившись також результативною передачею. 15 грудня 2024 року в матчі Про-ліги з «Вестерло» оформив хет-трик. В своєму дебютному сезоні допоміг «Юніону» виграти чемпіонат Бельгії вперше за 90 років.

### «Бенфіка»
31 липня 2025 року перейшов у португальську «Бенфіку», підписавши п'ятирічний контракт. Сума трансферу становила 22,8 млн євро, а ще 5 млн передбачені у вигляді бонусів. 6 серпня дебютував за нову команду в матчі кваліфікації Ліги чемпіонів УЄФА проти французької «Ніцци», вийшовши в стартовому складі. У цій ж грі забив свій перший гол за «Бенфіку». 17 серпня 2025 року в поєдинку проти «Ештрели» дебютував у португальській Прімейра-лізі.

## Кар'єра в збірній
Виступав за збірні Хорватії до 14, до 16, до 17, до 18, до 19 і до 21 року.
3 березня 2025 року вперше викликаний до збірної Хорватії головним тренером Златко Даличем для участі в матчах плей-оф Ліги націй УЄФА проти збірної Франції. 20 березня в поєдинку із Францією дебютував за збірну Хорватії, вийшовши на заміну Анте Будимиру. 6 червня 2025 року в матчі відбіркового турніру до чемпіонату світу 2026 проти збірної Гібралтару забив свої перші голи за збірну Хорватії, відзначившись дублем.

## Статистика виступів

### Клубна статистика
Станом на 17 серпня 2025 
| Клуб              | Сезон             | Чемпіонат                  | Чемпіонат | Чемпіонат | Кубок | Кубок | Кубок ліги | Кубок ліги | Єврокубки | Єврокубки | Інші  | Інші | Всього | Всього |
| Клуб              | Сезон             | Дивізіон                   | Матчі     | Голи      | Матчі | Голи  | Матчі      | Голи       | Матчі     | Голи      | Матчі | Голи | Матчі  | Голи   |
| ----------------- | ----------------- | -------------------------- | --------- | --------- | ----- | ----- | ---------- | ---------- | --------- | --------- | ----- | ---- | ------ | ------ |
| Аугсбург II       | 2021–22           | Регіональна ліга «Баварія» | 6         | 0         | —     | —     | —          | —          | —         | —         | —     | —    | 6      | 0      |
| Аугсбург II       | 2022–23           | Регіональна ліга «Баварія» | 36        | 18        | —     | —     | —          | —          | —         | —         | —     | —    | 36     | 18     |
| Аугсбург II       | Всього            | Всього                     | 42        | 18        | 0     | 0     | 0          | 0          | 0         | 0         | 0     | 0    | 42     | 18     |
| Рієка             | 2023–24           | ХФЛ                        | 30        | 5         | 5     | 4     | —          | —          | 6         | 3         | —     | —    | 41     | 12     |
| Рієка             | 2024–25           | ХФЛ                        | 4         | 3         | 0     | 0     | —          | —          | 6         | 1         | —     | —    | 10     | 4      |
| Рієка             | Всього            | Всього                     | 34        | 8         | 5     | 4     | 0          | 0          | 12        | 4         | 0     | 0    | 51     | 16     |
| Юніон             | 2024–25           | Про-ліга                   | 33        | 16        | 1     | 0     | —          | —          | 10        | 4         | —     | —    | 44     | 20     |
| Юніон             | 2025–26           | Про-ліга                   | 0         | 0         | 0     | 0     | —          | —          | 0         | 0         | 1     | 1    | 1      | 1      |
| Юніон             | Всього            | Всього                     | 33        | 16        | 1     | 0     | 0          | 0          | 10        | 4         | 1     | 1    | 45     | 21     |
| Бенфіка           | 2025–26           | Прімейра-ліга              | 1         | 0         | 0     | 0     | 0          | 0          | 2         | 1         | 0     | 0    | 3      | 1      |
| Всього за кар'єру | Всього за кар'єру | Всього за кар'єру          | 110       | 42        | 6     | 4     | 0          | 0          | 24        | 9         | 1     | 1    | 142    | 56     |

1. ↑  Матчі в Лізі конференцій УЄФА
2. ↑  4 матчі в Лізі Європи УЄФА; 2 матчі та 1 гол в Лізі конференцій УЄФА
3. ↑  Матчі в Лізі Європи УЄФА
4. ↑  Матчі в Суперкубку Бельгії
5. ↑  Матчі в Лізі чемпіонів УЄФА

### Міжнародна статистика
Станом на 9 червня 2025 
| Збірна            | Сезон             | Товариські | Товариські | Офіційні | Офіційні | Всього | Всього |
| Збірна            | Сезон             | Матчі      | Голи       | Матчі    | Голи     | Матчі  | Голи   |
| ----------------- | ----------------- | ---------- | ---------- | -------- | -------- | ------ | ------ |
| Хорватія          |                   |            |            |          |          |        |        |
| 2025              | 0                 | 0          | 4          | 2        | 4        | 2      |        |
| Всього за кар'єру | Всього за кар'єру | 0          | 0          | 4        | 2        | 4      | 2      |

### Матчі за збірну
Станом на 9 червня 2025 
| Матчі Франьо Івановича за збірну Хорватії | Матчі Франьо Івановича за збірну Хорватії | Матчі Франьо Івановича за збірну Хорватії | Матчі Франьо Івановича за збірну Хорватії | Матчі Франьо Івановича за збірну Хорватії | Матчі Франьо Івановича за збірну Хорватії | Матчі Франьо Івановича за збірну Хорватії | Матчі Франьо Івановича за збірну Хорватії |
| №                                         | Дата                                      | Суперник                                  | Рахунок                                   | Голи                                      | Картки                                    | Хвилини                                   | Змагання                                  |
| ----------------------------------------- | ----------------------------------------- | ----------------------------------------- | ----------------------------------------- | ----------------------------------------- | ----------------------------------------- | ----------------------------------------- | ----------------------------------------- |
| 1                                         | 20 березня 2025                           | Франція                                   | 2–0                                       |                                           |                                           | 30'                                       | Ліги націй УЄФА 2024–25 (плей-оф)         |
| 2                                         | 23 березня 2025                           | Франція                                   | 0–2 (пен. 5–4)                            |                                           |                                           | 60'                                       | Ліги націй УЄФА 2024–25 (плей-оф)         |
| 3                                         | 6 червня 2025                             | Гібралтар                                 | 7–0                                       | 2                                         |                                           | 45'                                       | Відбіркові матчі ЧС-2026                  |
| 4                                         | 9 червня 2025                             | Чехія                                     | 5–1                                       |                                           |                                           | 14'                                       | Відбіркові матчі ЧС-2026                  |

Всього: 4 матчі / 2 голи; 3 перемоги, 0 нічиїх, 1 поразка.

## Досягнення
«Юніон»
- Чемпіон Бельгії: 2024–25[39]

Особисті
- Гравець місяця бельгійської Про-ліги: грудень 2024